# Willy Hansen
Willy Falck Hansen, född 4 april 1906 i Helsingör, död 18 mars 1978 i Brașov, var en dansk tävlingscyklist.
Hansen blev olympisk guldmedaljör i kilometerloppet vid sommarspelen 1928 i Amsterdam.